# ポケットモンスター ファイアレッド・リーフグリーン
『ポケットモンスター ファイアレッド・リーフグリーン』は、2004年1月29日に株式会社ポケモンから発売されたゲームボーイアドバンス用ロールプレイングゲーム『ポケットモンスター ファイアレッド』と『ポケットモンスター リーフグリーン』の総称である。この項目では『ポケットモンスター ファイアレッド』と『ポケットモンスター リーフグリーン』を扱う。

## 概要
『ポケットモンスター ファイアレッド』と『ポケットモンスター リーフグリーン』は、ポケットモンスターの1作目であるゲームボーイ用ソフト『ポケットモンスター 赤』と『ポケットモンスター 緑』のリメイク作品であり、『赤・緑』と同じく、最初のポケモンはフシギダネ、ヒトカゲ、ゼニガメの3匹の中から選び、カントー地方および追加マップのナナシマを舞台に冒険を進める。
パッケージを飾るポケモンも『赤・緑』と同様に『ファイアレッド』がリザードン、『リーフグリーン』がフシギバナであり、ロゴの「赤」「緑」の部分に炎と葉が模られている。
基本システムは『ルビー・サファイア』に準拠し、新要素の追加とそれに伴う台詞の追加やごく一部の修正といった点がありつつも、シナリオ、台詞を含めたテキスト、トレーナーの使用するポケモンの種類、登場するポケモン、マップの構造はほぼそのままで、オリジナルである『赤・緑』に非常に忠実といえる内容になっている。
『ファイアレッド』と『リーフグリーン』の違いは、基となった『赤』と『緑』の違いに準じているが、若干のアレンジが加えられている。また、本作で新しく追加されたエリア「ナナシマ」では、『ポケットモンスター 金・銀』で初登場したポケモンが生息しているのが特徴である。
GBAのポケットモンスターシリーズに収録されているポケモンは全386種類であるが、本作のみで入手できるのはカントー地方のローカルな図鑑である「カントー図鑑」に分類されるポケモン全151種類（『赤・緑』に収録されている151種類とまったく同じ）のうちの150種類（幻のポケモンミュウはデータ配信キャンペーン限定）と、『金・銀』で初登場したポケモン100種類のうちの61種類とソーナノを合わせた212種類である。
『赤・緑・青・ピカチュウ』には存在しなかった全国図鑑No.152以降のポケモンは、殿堂入り（エンディング）後にポケモン図鑑をアップグレードするまではゲーム中、該当のポケモンが出現する場所に行くことができず入手することも見ることもできない。また、通信交換で連れてくることもできない。例えば、カントー図鑑に含まれるNo.42のゴルバットは懐き度が一定値に達すると全国図鑑に含まれるNo.169のクロバットに進化するが、全国図鑑入手前では進化が突然止まる演出が入り進化することができない。全国図鑑を完成させるためには、『ルビー・サファイア』と『エメラルド』や『ポケモンコロシアム』『ポケモンXD 闇の旋風ダーク・ルギア』との通信交換が必須であるが、前述のとおりポケモン図鑑を全国図鑑にアップグレードしたうえで殿堂入り後のシナリオを最後までプレイし、本作以外のソフトと直接通信交換するための条件を満たしておく必要がある。
『ルビー・サファイア・エメラルド』と同様に、『赤・緑・青・ピカチュウ・金・銀・クリスタルバージョン』との通信は一切できない。

## ゲームシステム
『ルビー・サファイア』のゲームシステムがベースになっている。

### 特徴
- 主にシリーズ初心者を対象としたヘルプ機能が満載されており、ゲーム中にいつでも確認することができる。操作方法、今何をすべきか、ポケモンのタイプの相性など項目は多岐にわたる。
- 「つづきからはじめる」でゲームを再開したときに見られる「これまでの あらすじ」では、これまでの冒険の足取りが簡略化されて再生される。
- ワイヤレスアダプタを利用した通信プレイの無線化により、遮蔽物がなければ数十メートル離れていても通信することができるようになった。ワイヤレスで遊ぶミニゲームもいくつか実装されている。
- 『ルビー・サファイア』のバトルタワーに相当するものとして、「トレーナータワー」が存在し、トレーナーとバトルしながら頂上にたどり着くまでの時間を競う。カードeリーダー+とデータカードを用いて、カードに記録されたトレーナーと戦うこともできる。
- 『赤・緑・青・ピカチュウ』のプレイヤーキャラクター（主人公）は少年のみであったが、シリーズで初めてプレイヤーキャラクターの性別が選択できるようになった『クリスタルバージョン』以降に発売された本作では、少女も選択できる。『赤・緑・青・ピカチュウ』にこの少女の基となるキャラクターは存在しないものの、アートディレクターの杉森建によれば、「任天堂公式ガイドブック ポケットモンスター (ISBN 4091025366)」および「任天堂公式ガイドブック ポケットモンスター 赤・緑・青 全対応 改訂版 (ISBN 4091025684)」の表紙に描かれている少女のイラストを少し意識してデザインした[5]とされる。
- シナリオクリア（初回の殿堂入り）後の要素として、ナナシマを舞台にしたイベントが数多く用意され、それらをクリアすると、ポケモンリーグの四天王やチャンピオンの繰り出すポケモンの一部がナナシマ特有のポケモン（『金・銀』で初登場したポケモン）に変わりレベルも大幅に上昇する。このシナリオ中の主要トレーナーの手持ちポケモンの種類や強さが変わるシステムが本作から導入されたもので、後のシリーズにも受け継がれている。
- バッグの道具にグラフィックが設定された。『ルビー・サファイア』ではバッグのポケットの一つだった「わざマシン」と「きのみ」は「わざマシンケース」と「きのみぶくろ」の二つの収納用アイテムという形をとっている。ポケモンに道具を使用した際のアニメーションも追加された。
- 「バトルサーチャー」を使うことで、道中のトレーナーと何度も対戦することができる。
- 重要人物やジムリーダーについての噂を聞くと、道具「ボイスチェッカー」に記録される。一人につき6つまであり、すべてを集めると本人からのメッセージを見ることができる。
- 一部のポケモンの覚える技が変更されており、データ自体は『ルビー・サファイア』からあったものの、覚える手段が本作から存在するようになった技もある。

### 注意点
- 時計機能がなく、電池切れや電池の交換の必要がない
  - 時間の概念がないため、イーブイをエーフィ、ブラッキーに進化させるには、イーブイを『ルビー・サファイア・エメラルド』『ポケモンXD 闇の旋風ダーク・ルギア』に送って進化させてから、再び送り返す必要がある。
  - 「きのみ」は見えない道具として落ちているものを拾うのが基本で、一部のマップでは一度拾っても、プレイ時間の加算で再び拾えるようになる。時計機能がないため、「きのみ」の栽培はできない。
  - 時間経過で治るポケルスが、本作では治らない。戦闘でもらえる基礎ポイントが2倍になる、という特殊効果自体は健在。
- ポロックがなくコンディションを伸ばす手段がないので、コンディションを伸ばしてヒンバスをミロカロスに進化させることができない。『ルビー・サファイア・エメラルド』で美しさを一定値まで高めたヒンバスを本作でレベルアップさせた場合には進化する。

## ストーリー
基本的には『赤・緑』とほぼ同じ内容だが、「ナナシマ」を舞台にしたシナリオが追加されている。

## 登場人物
「ナナシマ」に登場する人物が新たに追加されている。クリア後に登場する「5のしま」のロケット団の幹部2人が、『赤・緑』の続編にあたる『金・銀』および、本作の続編に当たる『金・銀』のリメイクである『ハートゴールド・ソウルシルバー』に登場するロケット団幹部のアポロとアテナと同一人物ととれる描写がある。さらにこのロケット団に関するイベントで、『金・銀』のライバル（赤い髪の少年）がロケット団ボスのサカキの息子であることが初めて示唆されており、『ハートゴールド・ソウルシルバー』にて、これが事実であることが判明した。

## 世界観
『赤・緑』にはなかった「ナナシマ」が新たに加えられている。グレンジム制覇後に行くことができ、殿堂入り後に全国図鑑を入手することにより新たなマップが追加される。地理的にはカントーの南に位置する。ナナシマは「1のしま」から「7のしま」を中心に構成されているが、その名前は作中の「島々が七日にしてできた」という伝承に由来していることが、登場人物の会話から明らかとなっている。
『赤・緑』から追加・変更された内容を以下に記述する。

### 都市・町
ハナダシティ
ハナダの洞窟
『赤・緑・青・ピカチュウ』における「名無しの洞窟」。『ファイアレッド・リーフグリーン』では入るにはナナシマのネットワークマシンを完成させる必要がある。

クチバシティ
クチバ港（クチバこう）
『ファイアレッド・リーフグリーン』のみナナシマとを結ぶ連絡船シーギャロップ号が寄港する。
『ファイアレッド・リーフグリーン』では一般の貨物式トラックで、奥にビールケースをプレイヤーが進めないように配置されている。

タマムシシティ
ロケットゲームコーナー(タマムシゲームコーナー)
『ファイアレッド・リーフグリーン』では、手持ちポケモンのアイコンをトレーナーカードにデザインできるプリクラのような機械が片隅にある。

セキチクシティ
わすれオヤジの家（わすれおやじのいえ）
『ファイアレッド・リーフグリーン』にのみ登場。
手持ちの技を1つ忘れさせることができる。秘伝技はここでしか忘れさせることができない。

シーギャロップ号（シーギャロップごう）
『ファイアレッド・リーフグリーン』のみ登場。クチバシティからナナシマ方面を運航する連絡船。特に4の島や5の島近海は海流が激しくて「なみのり」するには危険だが、そういった海域も容易く航行出来る。
セキエイ高原（セキエイこうげん）
カンナの部屋
『ファイアレッド・リーフグリーン』では4つの氷の柱が設置された部屋になっている。
シバの部屋
『ファイアレッド・リーフグリーン』では4つの石柱が設置された部屋になっている。
キクコの部屋
『ファイアレッド・リーフグリーン』では4つの大きな墓標に変わっている。
ワタルの部屋
『ファイアレッド・リーフグリーン』では巨大な竜の牙に変わっている。

### ナナシマ
本作で追加マップとして登場。カントー地方の南に所在する島々。カントー地方本土とは専用船「シーギャロップ号」で接続する。
カントー地方に比べると田舎という認識が多く、温暖な地方だと言われている。
道路や水道は番号ではなく固有の名称となっている。
ポケモンジムはない。4の島以降に行くにはある条件を満たす必要がある。
「島が7つあるからナナシマと呼ばれると言う人がいるが、7日でできた島だからこの名前で呼ばれる」との伝説がゲーム内で語られる。
4 - 7の島では野生のポケモンの一部には『金・銀』系のポケモンが登場する。
続編である『ハートゴールド・ソウルシルバー』およびピカチュウ版リメイクの『Let's Go! ピカチュウ・Let's Go! イーブイ』には登場せず、作中では一切触れられていない。
1の島（1のしま）
最初に訪れる島で、火山の地熱を利用した温泉がある島。
ポケモンネットワークセンター
ポケモンセンター兼通信施設。ニシキはここで、カントー・ナナシマ間のネットワークを管理している。
ある条件を満たせば『ルビー・サファイア・エメラルド』との通信ができるようになる。
火照りの道（ほてりのみち）
1の島と灯し火山を繋ぐ道。途中の洞窟に、灯し火温泉がある。
灯火温泉
火照りの道の途中にある温泉。野生のポケモンは出現しない。
灯し火山（ともしびやま）
1の島北部に位置する火山。ギャロップやブーバーなどほのおタイプの野生ポケモンの生息地。頂上にファイヤーが生息している。
アニメ版ではサイドストーリー18話で登場。ゲーム版同様ファイヤーが生息しているが、常に居続けているわけではなく、周期的に現れることになっている。
宝の浜（たからのはま）
1の島の南部に位置する浜。流されてきた隠れアイテムが多数見つかる。

2の島（2のしま）
ナナシマの中では人口が少なく、小さい島。ゲームコーナーがあり、ワイヤレスアダプタを使ったミニゲームが楽しめる。
島の周囲は水の流れが非常に早く、釣りや「なみのり」による移動はできない。
きわの岬（きわのみさき）
2の島の北部に位置する岬。中央に滝が流れている。
民家が1軒あり、そこである条件を満たすことで最強の技を伝授してくれる。
ゲームコーナー
「ドードリオの木の実取り」等のミニゲームで通信対戦ができる。

3の島（3のしま）
ナナシマの中では最も栄えている島。大小の島が2つあるのが特徴。近頃は暴走族がよくうろついている。
マヨの家（マヨのいえ）
暴走族に襲われていた女の子の家。3の島の町中にある。
絆橋（きずなばし）
3の島（親）と木の実の森（子）を繋ぐ橋。特にイベントはない。
木の実の森（きのみのもり）
3の島西部に位置する、木の実が多く落ちている森。木の色は黄葉したイチョウをイメージした黄色になっている。

4の島（4のしま）
暖かい気候でありながら、氷で覆われた「凍て滝の洞窟」がある島。四天王カンナの故郷でもある。2の島同様、周囲は早い水の流れに覆われている。
カンナの家（カンナのいえ）
室内にぬいぐるみが飾られている。殿堂入りの回数によってぬいぐるみの数が増える。
育て屋（そだてや）
4の島にある。ポケモンを2匹まで預けることができる。カントー本土の育て屋はポケモンを1匹しか預けることができないため、タマゴを見つけるにはこちらを利用する。
凍て滝の洞窟（いてだきのどうくつ）
4の島北東部に位置する。内部は氷に覆われており、中央を滝が流れる洞窟。地面が不安定で、歩くと床が抜けることもある。四天王カンナは手持ちポケモンであるラプラスとここで出会った。

5の島（5のしま）
いくつもの島々がある島で、ゴージャスリゾートというリゾート地で知られている。
5の島 空き地（5のしま あきち）
5の島南東部に位置する。ロケット団倉庫がある。
思い出の塔（おもいでのとう）
5の島 空き地西部に位置する。石が積まれているイワークのお墓がある。飲み物を供えることができる。
ロケット団倉庫（ロケットだんそうこ）
6の島の点の穴でサファイアを奪った研究員が逃げ込んだ倉庫。バトルに勝つと取り返すことができる。タマムシのアジトやトキワジムのような移動する床がある。
入るにはある条件が必要。
水の迷路（みずのめいろ）
海面に岩が突き出ており、複雑な地形を作っている。稀に珍しい水ポケモンが出現する。
ゴージャスリゾート
おじょうさまが住んでいる。おじょうさまが見たがっているポケモンを手持ちに入れて話しかけるとゴージャスボールがもらえる。
帰らずの穴（かえらずのあな）
穴と岩がたくさんある迷路のような洞窟。謎を解かないと先に進めず、謎解きに失敗すると入口付近に戻されてしまう。

6の島（6のしま）
北部に海が広がっている。遺跡のある島として有名。「点の穴」という古代遺跡がある。解くには点字の知識が必要（このため、説明書等の他に点字とその読みを書いた紙が入っている）。また、この島の北には謎が多いダンジョンが2つ（「印の林」と「変化の洞窟（へんげのどうくつ）」）ある。
水の散歩道（みずのさんぽみち）
6の島と遺跡の谷を繋ぐ道路。海沿いに延びている。
緑の散歩道（みどりのさんぽみち）
6の島と印の林を繋ぐ道路。
印の林（しるしのはやし）
草むらが一面に広がる林。草むらが規則正しく人為的に敷かれており、何かの印のようになっている。珍しい野生のヘラクロスが登場するため、虫取り少年たちのスポットになっている。
外れの島（はずれのしま）
緑の散歩道の先にある小さな島。中央部に変化の洞窟がある。近海ではまれに珍しいみずポケモンが現れる。
変化の洞窟（へんげのどうくつ）
北西部に位置するただの洞窟。ズバットしか出ない。
遺跡の谷（いせきのたに）
円形をした谷で、起伏が激しく草むらが多いため歩きづらい。中央には点の穴がある。
点の穴（てんのあな）
遺跡の谷の最深部にある遺跡。奥の石版には点字で文章が記されている。他のバージョンと通信交換をするために重要なアイテムが隠されている。

7の島（7のしま）
「アスカナ遺跡」という遺跡群があり、そのいずれにもアンノーンが出現する。トレーナーの腕試しの場である「トレーナータワー」もある。
トレーナータワー
トレーナーたちと戦いながら最上階を目指し、そのクリアタイムを競う為の施設。『エメラルド』にも登場する。
渓谷入口
7の島南部に位置する。アスカナ遺跡方面へ接続する。
七宝渓谷（しっぽうけいこく）
7の島の町とアスカナ遺跡を繋ぐ道路。起伏が激しい地形の谷。いわやはがねタイプのポケモンが出現する。途中には回復できるポイントとアスカナの鍵がある。
アスカナの鍵（アスカナのかぎ）
中にあるかいりきで押すことができる岩を所定の位置に動かすことによって、アスカナ遺跡にアンノーンが出現するようになる。野生のポケモンは出現しない。
アスカナ遺跡（アスカナいせき）
海の上に7つの島が突き出しており、その上に7つの石室がある。それぞれの石室ではアンノーンが出現する。周辺の海ではマンタインが『リーフグリーン』で稀に出現する。GBAシリーズではここでしか出現しない。

へその岩（へそのいわ）
「しんぴのチケット」を受け取ることにより行くことができる。ナナシマの中心に位置するのでこの名前がついている。道が2つに分かれており、最上層には伝説のポケモン・ホウオウが、最下層には同じく伝説のポケモン・ルギアが待ち構えている。『エメラルド』でも「しんぴのチケット」が配信されここに来ることができた。
誕生の島（たんじょうのしま）
「オーロラチケット」を受け取ることで行くことができる。島には三角状の石があり、それを星型を描くように動かすとデオキシスが出現する。

## 音楽
| 発売日        | タイトル                                                                       |
| ------------- | ------------------------------------------------------------------------------ |
| 2004年5月26日 | GBA ポケモン ファイアレッド・リーフグリーン ミュージック・スーパーコンプリート |

## キャンペーン
2004年4月17日から7月16日の間に販売された劇場版ポケットモンスター アドバンスジェネレーション 裂空の訪問者 デオキシスの特別前売り券に付属していた引換券と、道具「オーロラチケット」の「ふしぎなおくりもの」の引き換えキャンペーンが同年の6月19日から8月31日の間に実施された。ナナシマのすべての島にいくために必要な道具「レインボーパス」を入手した後にこのオーロラチケットを持った状態でクチバシティの港に行くと、特別なマップ「たんじょうのしま」に行くことができ、ここで幻のポケモン「デオキシス」を捕まえることができる。デオキシスは、『ファイアレッド』では「アタックフォルム」と呼ばれる「こうげき」と「とくこう」が極端に高いフォルム（姿）に、『リーフグリーン』では「ディフェンスフォルム」と呼ばれる「ぼうぎょ」と「とくぼう」が非常に高いフォルムになる。フォルムと覚える技はカートリッジのバージョンごとに固定されており、通信交換で『ルビー・サファイア』に送ると「アタックフォルム」よりはバランスの取れた能力の「ノーマルフォルム」に、『エメラルド』に送ると「すばやさ」がGBAシリーズに登場するポケモンの中で最も高い「スピードフォルム」に変化する。どのフォルムでもバトル中では「ノーマルフォルム」で表示されるため見た目だけでは実際の相手のフォルムを判別することはできないが、カートリッジのバージョンですぐに分かってしまうという欠点がある。『ダイヤモンド・パール』以降は、ソフトのバージョンによらず任意でフォルムチェンジをさせることができるようになっている。
『エメラルド』にもこの「たんじょうのしま」のイベントは収録されているが、オーロラチケットが国内では配布されずお蔵入りとなった。
2004年7月17日から8月15日の間に各地で開催されたイベント「ポケモンフェスタ2004」では、道具「しんぴのチケット」の「ふしぎなおくりもの」がワイヤレスアダプタを利用して本作と『エメラルド』に配信された。このしんぴのチケットを持った状態で船着場に行くと、特別なマップ「へそのいわ」に行くことができ、そこで伝説のポケモン「ルギア」と「ホウオウ」の両方を捕まえることができる。なお、この2匹は本作から『プラチナ』まで、図鑑の完成には必要がない幻のポケモン扱いとなっている。

## その他
- 『青』『ピカチュウ』のリメイク版は発売されなかったが、エンディングでは『赤・緑・青・ピカチュウ』すべてのパッケージアートが登場している。
- 海外版に関して、GB版では『緑』が発売されず『赤』と『青』で発売[注釈 5]されたが、「リーフ（Leaf：葉）」が平和を象徴し諸外国ではなじみがあるという理由から、GBA版は日本語版と同じタイトルで発売された。ディレクターの増田順一は、もし『青』としての発売であれば『WATER BLUE（ウォーターブルー）』であっただろう、とコメントしている。